# Реп, Джонни
Джон Ни́колас Реп (нидерл. John Nicholaas Rep; родился 25 ноября 1951 года в Зандаме, Северная Голландия, Нидерланды), более известный как Джо́нни Реп — голландский футболист, выступал на позиции центрфорварда и правого крайнего нападающего.

## Карьера

### Клубная
Он стал автором победного гола за «Аякс» в финале Кубка европейских чемпионов 1973 года против «Ювентуса». Также он помог французскому клубу «Бастия» достичь финала Кубка УЕФА сезона 1977/78.

### В сборной
В сборной Нидерландов Джонни Реп дебютировал 2 мая 1973 года в товарищеском матче со сборной Испании, завершившимся со счётом 3:2, причём Реп забил первый гол своей сборной уже на 13-й минуте матча. В 1974 году Реп в составе сборной принял участие в чемпионате мира 1974 года, на котором сыграл во всех семи матчах своей сборной, забил четыре гола и завоевал серебряные медали. В 1976 году Реп принял участие в чемпионате Европы 1976 года на котором завоевал бронзовые медали. В 1978 году Реп второй раз в составе сборной принял участие в чемпионате мира 1978 года, на котором вновь сыграл во всех семи матчах своей сборной, забил 3 гола и вновь завоевал серебряные медали. В 1980 году Реп принял участие в своём втором чемпионате Европы 1980 года. Своё последнее выступление за сборную Реп провёл в отборочном матче чемпионата мира 1982 года со сборной Франции 18 ноября 1981 года, тот матч завершился поражением голландцев со счётом 0:2. Всего же за сборную Нидерландов Джонни Реп провёл 42 матча, в которых забил 12 голов. Также Джонни Реп с 7-ю голами является обладателем национального рекорда по количеству забитых голов на чемпионатах мира.
| №  | Дата             | Соперник          | Счёт | Голы | Турнир                    |
| 1  | 2 мая 1973       | Испания           | 3:2  | 1    | Товарищеский матч         |
| 2  | 22 августа 1973  | Исландия          | 5:0  | -    | Отборочный матч к ЧМ 1974 |
| 3  | 18 ноября 1973   | Бельгия           | 0:0  | -    | Отборочный матч к ЧМ 1974 |
| 4  | 27 марта 1974    | Австрия           | 1:1  | -    | Товарищеский матч         |
| 5  | 26 мая 1974      | Аргентина         | 4:1  | -    | Товарищеский матч         |
| 6  | 15 июня 1974     | Уругвай           | 2:0  | 2    | Чемпионат мира 1974       |
| 7  | 19 июня 1974     | Швеция            | 0:0  | -    | Чемпионат мира 1974       |
| 8  | 23 июня 1974     | Болгария          | 4:1  | 1    | Чемпионат мира 1974       |
| 9  | 26 июня 1974     | Аргентина         | 4:0  | 1    | Чемпионат мира 1974       |
| 10 | 30 июня 1974     | ГДР               | 2:0  | -    | Чемпионат мира 1974       |
| 11 | 3 июля 1974      | Бразилия          | 2:0  | -    | Чемпионат мира 1974       |
| 12 | 7 июля 1974      | ФРГ               | 1:2  | -    | Чемпионат мира 1974       |
| 13 | 4 сентября 1974  | Швеция            | 5:1  | -    | Товарищеский матч         |
| 14 | 25 сентября 1974 | Финляндия         | 3:1  | -    | Отборочный матч к ЧЕ 1976 |
| 15 | 20 ноября 1974   | Италия            | 3:1  | -    | Отборочный матч к ЧЕ 1976 |
| 16 | 25 апреля 1976   | Бельгия           | 5:0  | -    | Отборочный матч к ЧЕ 1976 |
| 17 | 22 мая 1976      | Бельгия           | 2:1  | 1    | Отборочный матч к ЧЕ 1976 |
| 18 | 16 июня 1976     | Чехословакия      | 1:3  | -    | Чемпионат Европы 1976     |
| 19 | 9 февраля 1977   | Англия            | 2:0  | -    | Товарищеский матч         |
| 20 | 26 марта 1977    | Бельгия           | 2:0  | 1    | Отборочный матч к ЧМ 1978 |
| 21 | 31 августа 1977  | Исландии          | 4:1  | 1    | Отборочный матч к ЧМ 1978 |
| 22 | 12 октября 1977  | Северная Ирландия | 1:0  | -    | Отборочный матч к ЧМ 1978 |
| 23 | 20 мая 1978      | Австрия           | 1:0  | -    | Товарищеский матч         |
| 24 | 3 июня 1978      | Иран              | 3:0  | -    | Чемпионат мира 1978       |
| 25 | 7 июня 1978      | Перу              | 0:0  | -    | Чемпионат мира 1978       |
| 26 | 11 июня 1978     | Шотландия         | 2:3  | 1    | Чемпионат мира 1978       |
| 27 | 14 июня 1978     | Австрия           | 5:1  | 2    | Чемпионат мира 1978       |
| 28 | 18 июня 1978     | ФРГ               | 2:2  | -    | Чемпионат мира 1978       |
| 29 | 21 июня 1978     | Италия            | 2:1  | -    | Чемпионат мира 1978       |
| 30 | 25 июня 1978     | Аргентина         | 1:3  | -    | Чемпионат мира 1978       |
| 31 | 20 декабря 1978  | ФРГ               | 1:3  | -    | Товарищеский матч         |
| 32 | 24 февраля 1979  | Италия            | 0:3  | -    | Товарищеский матч         |
| 33 | 22 мая 1979      | Аргентина         | 0:0  | -    | Товарищеский матч         |
| 34 | 17 октября 1979  | Польша            | 1:1  | -    | Отборочный матч к ЧЕ 1980 |
| 35 | 26 марта 1980    | Франция           | 0:0  | -    | Товарищеский матч         |
| 36 | 14 июня 1980     | ФРГ               | 2:3  | 1    | Чемпионат Европы 1980     |
| 37 | 17 июня 1980     | Чехословакия      | 1:1  | -    | Чемпионат Европы 1980     |
| 38 | 25 марта 1981    | Франция           | 1:0  | -    | Отборочный матч к ЧМ 1982 |
| 39 | 29 апреля 1981   | Кипр              | 1:0  | -    | Отборочный матч к ЧМ 1982 |
| 40 | 9 сентября 1981  | Ирландия          | 2:2  | -    | Отборочный матч к ЧМ 1982 |
| 41 | 14 октября 1981  | Бельгия           | 3:0  | -    | Отборочный матч к ЧМ 1982 |
| 42 | 18 ноября 1981   | Франция           | 0:2  | -    | Отборочный матч к ЧМ 1982 |

Итого: 42 матча / 12 голов; 24 победы, 10 ничьих, 8 поражений.

## Достижения

### Командные
Сборная Нидерландов
- Серебряный призёр чемпионата мира (2): 1974, 1978
- Бронзовый призёр чемпионата Европы: 1976

«Аякс»
- Чемпион Нидерландов (2): 1971/72, 1972/73
- Бронзовый призёр чемпионата Нидерландов (2): 1973/74, 1974/75
- Обладатель Кубка Нидерландов: 1971/72
- Обладатель Кубка европейских чемпионов (2): 1971/72, 1972/73
- Обладатель Суперкубка УЕФА (2): 1972, 1973
- Обладатель Межконтинентального кубка: 1972

«Бастия»
- Финалист Кубка УЕФА: 1977/78

«Сент-Этьен»
- Чемпион Франции: 1980/81
- Серебряный призёр чемпионата Франции: 1981/82
- Бронзовый призёр чемпионата Франции: 1979/80
- Финалист Кубка Франции (2): 1981, 1982

«Фейеноорд»
- Бронзовый призёр чемпионата Нидерландов (2): 1985, 1986

### Личные
- Рекордсмен сборной Нидерландов по количеству голов на чемпионатах мира: 7 голов